# J. G. Farrell
James Gordon Farrell (Liverpool, 1935. január 25. vagy 1935. január 23. – Bantry Bay, 1979. augusztus 11.) Angliában született ír származású regényíró. A "Birodalmi trilógia" néven ismert regénysorozatával (Troubles, The Siege of Krishnapur és The Singapore Grip) vált ismertté, amely a brit gyarmati uralom politikai és emberi következményeivel foglalkozik.
A Troubles 1971-ben elnyerte a Geoffrey Faber-emlékdíjat, a The Siege of Krishnapur pedig 1973-ban a Booker-díjat. A Troubles 2010-ben visszamenőleg elnyerte az 1970-ben megjelent művek elismerésére létrehozott Lost Man Booker-díjat. A Troubles és társai a rövidlistára került művekkel együtt abban az évben nem álltak rendelkezésre a díjra való jogosultsági szabályok megváltozása miatt.

## Életrajza

### Fiatalkora és tanulmányai
Farrell Liverpoolban született ír származású családban, három testvér közül a második volt. Apja, William Farrell könyvelőként dolgozott Bengáliában, és 1929-ben feleségül vette Prudence Josephine Russellt, egy orvos korábbi recepciósát és titkárnőjét. 12 éves korától a lancashire-i Rossall Schoolba járt. A második világháború után Farrellék Dublinba költöztek, majd Farrell sok időt töltött Írországban. Ez, talán a Troubles népszerűségével együtt, sokakat arra késztet, hogy ír írónak tekintsék. Miután elhagyta a Rossallt, Dublinban tanított, és egy ideig a kanadai sarkvidéken a távoli korai előrejelző vonalon is dolgozott. 1956-ban az oxfordi Brasenose College-ba ment tanulni; közben gyermekbénulást kapott. Ez részben nyomorékká tette, és a betegség kiemelkedő szerepet játszott műveiben. 1960-ban harmadosztályú kitüntetéssel hagyta el Oxfordot francia és spanyol nyelvből, és Franciaországba ment, ahol egy líceumban tanított.

### Korai művek
Farrell 1963-ban adta ki első regényét, A Man from Elsewhere (Egy férfi máshonnan) címmel. Franciaországban játszódik, és egyértelműen a francia egzisztencializmus hatását mutatja. A történet Sayert, egy kommunista lap újságíróját követi, aki megpróbál csontvázakat találni Regan szekrényében. Regan egy haldokló regényíró, aki éppen egy fontos katolikus irodalmi díj átadására készül. A könyv a francia egzisztencializmus két vezetője közötti harcot utánozza: Jean-Paul Sartre és Albert Camus között, Sayer Sartre-t, Regan pedig Camus-t képviseli. Ők ketten az egzisztencializmusról vitatkoznak: arról az álláspontról, hogy a gyilkosság mint a zsarnokság megdöntésének eszköze igazolható (Sartre), szemben azzal az állásponttal, hogy nincs olyan cél, amely szentesíti az igazságtalan eszközöket (Camus). Bernard Bergonzi a New Statesman 1963. szeptember 20-i számában így írt róla: "Sok első regény túlzottan önéletrajzi ihletésű, de az A Man from Elsewhere épp ellenkezőleg, az irodalomból és a kortárs francia filmművészetből megálmodott agyi konstrukció.". Simon Raven a The Observer 1963. szeptember 15-i számában azt írta: "Farrell úr stílusa takarékos, cselekménye világos és jól időzített; erkölcsi vagy politikai problémákról szóló fejtegetései csípősek, ha néha didaktikusak is." Teljesen hiányzik belőle az ironikus humor és az emberi gyarlóság gyengéd értékelése, amely későbbi műveit jellemzi. Farrell megkedvelte a könyvet.
Két évvel ezután jött a The Lung, amelyben Farrell visszatért a kevesebb mint egy évtizeddel korábbi valós traumájához: a főszereplő, Martin Sands gyermekbénulást kap, és hosszú időt kell kórházban töltenie. Megjegyezték, hogy némiképp saját magáról, de inkább Geoffrey Firminről mintázta Malcolm Lowry 1947-es regényéből, a Vulkán alattból. 1965. október 31-én a The Observer névtelen kritikusa azt írta: "Farrell úr azt a kellemesen szilárd benyomást kelti, hogy tényleg van miről írnia.", a The Times Literary Supplement 1965. november 11-i kritikusa pedig azt, hogy "Farrell úré hatásos, erős főzet, melyben a kétségbeesés és egyfajta vad vidámság keveredik.".
1967-ben Farrell kiadta az A Girl in the Head című könyvet. Főhőse, az elszegényedett lengyel gróf, Boris Slattery a fiktív angol tengerparti városban, Maidenhair Bayben, a Dongeon család házában él (vélhetően V. S. Naipaul A House for Mr Biswas című művének mintájára). Flower Dongeonnal kötött házassága megromlik. Társa Dr. Cohen, aki haldokló alkoholista. Boris egy kiskorú tinédzserrel, June Furlough-val is lefekszik, és Inesről, egy svéd nyári vendégről, a címszereplő "lányról a fejében" fantáziál. Boriszról úgy vélik, hogy Vladimir Nabokov Lolitájában szereplő Humbert Humbertről mintázták. A könyv, akárcsak két elődje, csak közepes kritikai és közönségvisszhangot kapott. A The Listener 1967. július 13-i számában Ian Hamilton azt írta, hogy nem tetszett neki a regény, és úgy vélte, hogy a legjobb esetben is Samuel Beckett egyik művének "ügyes pasztichéje". 1969. március 23-án Martin Levin a The New York Times Book Review-ban dicsérte Farrell "érzékét ahhoz, hogy a nevetségesnek ihletett eredetiséget adjon". Egy névtelen kritikus a The New York Times Book Review 1967. július 20-i számában azt írta: "verbális magabiztossága és leleményessége azt mutatja, hogy Farrell úr nem elégszik meg azzal, hogy pusztán a korábbi munkáit utánozza. A választék ilyen szándékos bővítése talán reménykeltő jel egy olyan tehetség számára, aki három regény után még mindig nem találta meg azt a módot, amellyel beválthatja vonzó ígéretét.".

### Empire Trilogy
A Troubles egy angol férfi, Brendan Archer őrnagy komikus és egyben melankolikus történetét meséli el, aki 1919-ben az írországi Wexford megyébe utazik, hogy újra találkozzon menyasszonyával, Angela Spencerrel. A Kilnaloughban található, omladozó Majestic Hotelből figyeli Írországnak a Nagy-Britanniától való függetlenségért folytatott harcát. Farrell a könyvet egy amerikai Harkness-ösztöndíjasként kezdte el írni, és egy londoni Knightsbridge-i lakásban fejezte be. A helyszín ötletét akkor kapta, amikor Block Islanden járt, és látta egy régi, leégett szálloda maradványait. A regényért elnyerte a Geoffrey Faber-emlékdíjat, és a nyereményből Indiába utazott, hogy következő regényének kutatásait folytassa.
Farrell következő könyve, a The Siege of Krishnapur (Krishnapur ostroma) és utolsó befejezett műve, a The Singapore Grip egyaránt a brit gyarmati hatalom összeomlásának történetét folytatja. Az előbbi az 1857-es indiai lázadással foglalkozik. A történelmi események, például Cawnpore és Lucknow ostroma által inspirált regény a fiktív Krishnapur városában játszódik, ahol az ostromlott brit helyőrségnek sikerül négy hónapig kitartania a bennszülött szipojok serege ellen, hatalmas szenvedések árán, mielőtt felmentik.
A harmadik regény, a The Singapore Grip a brit gyarmati Szingapúr 1942-es japán elfoglalását állítja a középpontba, miközben hosszasan vizsgálja a korabeli gyarmatosítás gazdasági és etikai kérdéseit, valamint a fejlett és a harmadik világ országai közötti gazdasági kapcsolatokat.
A három regény általában csak tematikusan kapcsolódik egymáshoz, bár Archer, a Troubles egyik szereplője a The Singapore Grip című regényben újra felbukkan. Farrell befejezetlen regényének, a The Hill Station-nek a főhőse a The Siege of Krishnapurban bemutatott Dr. McNab; ez a regény és a hozzá tartozó jegyzetek teszik a sorozatot kvartetté.
Amikor a Krishnapur ostroma 1973-ban elnyerte a Booker-díjat, Farrell a köszönőbeszédében a szponzorokat, a Booker Groupot támadta a harmadik világ mezőgazdasági ágazatában való üzleti szerepvállalásuk miatt.
Charles Sturridge forgatókönyvet írt a Troubles 1988-ban a brit televízió számára készült filmváltozatához, amelyet Christopher Morahan rendezett.

### Halála
1979-ben Farrell úgy döntött, hogy elhagyja Londont, és az írországi Cork megyében, a Sheep's Head-félszigeten él. Néhány hónappal később megfulladt a Bantry-öböl partján, miután horgászat közben a sziklákról a tengerbe esett. 44 éves volt.
"Ha nem halt volna meg sajnos ilyen fiatalon," - mondta Salman Rushdie 2008-ban - "nem kérdés, hogy ma az angol nyelv egyik igazán jelentős regényírója lenne. Az a három regény, amit hátrahagyott, a maga módján mind rendkívüli."
Farrell a Durrus-i Szent Jakab apostol templom, az ír egyházi plébániatemplom temetőjében van eltemetve. A dublini Trinity College kézirattárában őrzik iratait: Papers of James Gordon Farrell (1935-1979). TCD MSS 9128-60.

### Öröksége
Peter Morey azt írta, hogy "J. G. Farrell és Paul Scott regényeinek a posztkoloniális fikció példáiként való értelmezése [lehetséges], mivel mindkettő olyan ellenzéki és kérdező narratív gyakorlatban vesz részt, amelyek felismerik és lebontják a birodalmi narratíva alapelemeit.".
Derek Mahon Farrellnek ajánlja "A Disused Shed in County Wexford" című versét, valószínűleg a Troubles témájára utalva.
Ronald Binns úgy jellemezte Farrell gyarmati regényeit, mint "valószínűleg a legambiciózusabb irodalmi projektet, amelyet az 1970-es években bármelyik brit regényíró kigondolt és kivitelezett.".
Alison Lurie 1984-es Foreign Affairs (Külhoni viszonyok) című regényében Vinnie Miner, a főhősnő egy Farrell-regényt olvas a New Yorkból Londonba tartó repülőútján. Margaret Drabble 1991-es The Gates of Ivory című regényében az író Stephen Coxot Farrellről mintázza.

## Idézetek
Farrell azt mondta George Brocknak a The Observer számára adott interjújában, hogy "az igazán érdekes dolog, ami az én életem során történt, a Brit Birodalom hanyatlása volt.".

## Írásai
Korai művek
- A Man from Elsewhere (1963)
- The Lung (1965)
- A Girl in the Head (1967)

Empire Trilogy
- Troubles(wd) (1970)
- The Siege of Krishnapur(wd) (1973)
- The Singapore Grip(wd) (1978)

Posztumusz kiadás
- 1973–74: The Pussycat Who Fell in Love with a Suitcase. Atlantis. 6 (Winter 1973/4), pp. 6–10
- 1981: The Hill Station; and An Indian Diary, befejezetlen, szerkesztette John Spurling. London : Weidenfeld and Nicolson. ISBN 0-297-77922-2

### Magyarul
- Zavaros idők (Troubles; Birodalom 1.) – L'Harmattan, Budapest, 2013 · ISBN 9789632365060 · fordította: Mesterházi Mónika

## Díjai
- 1971: Geoffrey Faber Memorial Prize (Troubles)
- 1973: Booker Prize (The Siege of Krishnapur)
- 2010: Lost Man Booker Prize(wd) (Troubles) awarded for the year 1970

## Fordítás
- Ez a szócikk részben vagy egészben  a   J. G. Farrell című angol Wikipédia-szócikk fordításán alapul.  Az eredeti cikk szerkesztőit annak laptörténete sorolja fel. Ez a jelzés csupán a megfogalmazás eredetét és a szerzői jogokat jelzi, nem szolgál a cikkben szereplő információk forrásmegjelöléseként.